# ایکاریم
ایکاریم (به آلمانی: Ikariam) یک بازی رایگان تحت‌وب در سبک استراتژی است. این بازی در سال ۲۰۰۸ توسط شرکت گیم‌فورج منتشر شده‌است. در ایکاریم، بازیکن اختیار یک شهر را در یک جزیره در دست می‌گیرد، با پیشرفت منابع و ساختمان‌ها، تجارت و بستن قراردادهای مختلف می‌تواند پیشرفت کند و در نقاط دیگر نقشه جهان، شهرهای دیگر بنا کند.
این بازی از چند سرور مختلف تشکیل شده‌است. نام هر سرور، کشور خاصی است. در هر سرور این بازی یک یا چند جهان وجود دارد که با حروف یونانی نامگذاری شده‌اند. در حال حاضر نسخه فارسی این بازی غیر فعال شده و همه بازیکنان به سرورهای انگلیس انتقال پیدا کرده‌اند .
نمای بازی ایکاریم در قالب نسخه ۰٫۵٫۰ در تاریخ ۵ ژوئیه ۲۰۱۲ تغییر کرد. هم‌اکنون ایکاریم با نمای جدید می‌درخشد و با این نما می‌توان بازی ایکاریم را به‌صورت تمام‌صفحه تجربه کرد.
شرکت گیم‌فورج، برای بازی ایکاریم نسخه‌های ویژه‌ای برای تلفن هوشمند و همچنین تبلت منتشر کرده‌است.
ایکاریم از طرف منتقدان در سال ۲۰۱۱ به عنوان بهترین بازی استراتژی تحت وب انتخاب شد و جوایز متعددی دریافت کرد.

## نام
نام انگلیسی بازی Ikariam است. واژه Ikariam از نام اسطوره‌ای در یونان باستان به نام ایکاروس برگرفته شده‌است. همچنین جزیره‌ای به نام Ikaria (یا Icaria) در استان اژه شمالی یونان و در دریای اژه وجود دارد که نام این جزیره نیز از ایکاروس برگرفته شده‌است. m- یک پسوند یونانی است که برای نام بازی و تلفظ بهتر به Ikaria افزوده شده‌است.

## خلاصه داستان
ایکاریم یک بازی چندین نفری است که دارای سرورهای مختلف دنیاهای مختلف و افراد مختلف است.
شما اول از یک شهر خاکی شروع میکنید شهری که هیچی ندارد با منابعی که در جزیره وجود دارد شروع با ساختمان‌سازی میکنید
شهر خود را میسازید پیشرفت میکنید قوی میشوید ارتش خود را درست میکنید و از زمین،هوا،دریا دشمنان را غافل گیر میکنید به قبایل ملحق شوید
تا دوستان تازه پیدا کنید سر انجام در تجارت خانه به تجارت پرداخته و سود ضررهایی متحمل شوید.
دارایی کسب کنید شهرهای دیگه ایی بسازید دانشمندان استخدام کنید و حتی با دزدان دریایی غارت هم کنید و با کمک خدایان بازی کار مختلفی انجام دهید.

## شخصیت‌ها

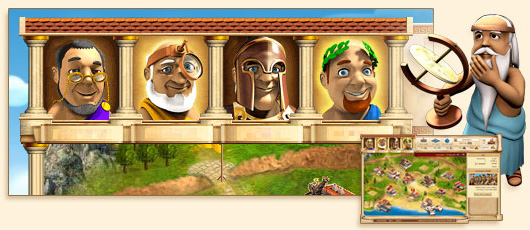
مشاوران بازی ایکاریم. (از چپ به راست: مشاور سیاستمداری، مشاور تحقیق، مشاور نظامی، مشاور شهرها). تصویر سمت راست، تصویر یک دانشمند ایکاریم را نشان می‌دهد.

کیرا، همسر مشاور شهرها

شخصیت‌های این بازی که وظیفه مدیریت کارهای بازیکن را برعهده دارند، با عنوان مشاور شناخته می‌شوند. هر مشاور همان‌طور که از اسمش پیدا است، وظایف خاصی دارد. هنگامی که چراغ این مشاوران روشن می‌شوند، بدین معنی‌است که اخبار جدیدی برای بازیکن دارند. هنگامی که این اخبار مشاهده شوند، چراغ مشاوران خاموش می‌شود.
همزمان با نمای جدید نسخه ۰٫۵٫۰ شخصیت دیگری به نام کیرا در بازی ظاهر گردید. این شخصیت که همسر مشاور شهرها معرفی گردید، تا به‌روزرسانی بازی به نسخه ۰٫۵٫۰، وظایف مشاور شهرها در بازی را برعهده گرفت.

## گیم‌پلی
ایکاریم به بازیکن اجازه تشکیل اتحاد، ساختن شهرها، گسترش قلمرو و آموزش دادن بهترین نیروها را می‌دهد. در ابتدا بازیکن یک پایتخت در یک جزیره دارد. هر جزیره که می‌تواند حداکثر ۱۷ شهر داشته باشد، یک کارگاه چوب‌بری، معجزه و یکی از چهار منبع تجمّلی (سنگ، کریستال، گوگرد و آب‌انگور) را دارد. اولین چشم‌اندازی که بازیکن در هنگام اولین ورود به بازی دارد، یک شهرداری است که در وسط شهری قرار دارد و قسمت‌های مختلف آن‌شهر با پرچم‌های آبی و قرمز مشخص شده‌است. وقتی که بازیکن بازی را شروع کند، با گذر زمان، شهر بازیکن رونق می‌یابد، صدها شهروند خواهد داشت و می‌تواند سربازان و کشتی‌های جنگی مختلف و همچنین ساختمان‌های زیادی با توجه به تحقیقاتی که انجام داده‌است، بسازد.

### نمای کلی بازی

نمای جهان

در ایکاریم سه روش برای نمایش وجود دارد. با کمک ابزار هدایت‌کننده می‌توان به راحتی حالت‌های نمایش را تغییر داد. این سه نما به ترتیب عبارت اند از:
- نمایش جهان:

نمای جزیره و شهرهای در حال جنگ

بر روی نقشه جهان یک بررسی مناسب از دنیای ایکاریم به دست می‌آید. می‌توان با کمک فلش‌های هدایت‌کننده در منوی سمت راست، نقشه را بررسی کرد. با کلیک بر روی هر جزیره می‌توان تمام اطلاعات لازم را دربارهٔ آن دریافت کرد.
- نمایش جزیره:

نمای شهر

نقشه جزیره، تمام شهرها، معجزات، معدن و کارگاه چوب بری موجود در آن‌ها را نشان می‌دهد.
- نمایش شهر:

نقشه شهر شهرهای هم‌اتحادی، تصرف شده (توسط بازیکن یا هم اتحادی) و جاسوسی‌شده را نشان می‌دهد. از این‌جا می‌توان در شهر خودی ساختمان‌های جدید ساخت و آن‌ها را تقویت کرد و منابع را مدیریت کرد.

### قوانین بازی، ضوابط و شرایط
هنگامی که بازیکن در بازی ثبت‌نام می‌کند، با تیک زدن جعبه، ضوابط و شرایط را می‌پذیرد. هرزمان که بازیکن وارد بازی می‌شود، با وارد شدن به بازی، ضوابط و شرایط گیم‌فورج را می‌پذیرد. بازیکن باید زمانی را صرف خواندن ضوابط و شرایط و قوانین به منظور جلوگیری از توقیف شدن کند. بازیکنان تازه‌وارد زیادی به علت اینکه قوانین را نخوانده‌اند، توقیف می‌شوند.

### نسخه تبلت

نمایی از نسخه تبلت بازی (انگلیسی)